# 府中市議会 (東京都)
府中市議会（ふちゅうしぎかい）は、東京都府中市の市議会である。

## 概要
- 定数：30人
- 任期：2023年4月30日 - 2027年4月29日[1]
- 選挙区：市全体を1選挙区とする大選挙区制（単記非移譲式）
- 議長：手塚としひさ（府中市議会市民フォーラム）
- 副議長：そなえ邦彦（自由クラブ）

## 会派
| 会派名                                                             | 議席数 | 党派                                      | 議員名（◎は代表者）                                                                         | 女性議員数 | 女性議員の割合(%) |
| ------------------------------------------------------------------ | ------ | ----------------------------------------- | ------------------------------------------------------------------------------------------- | ---------- | ----------------- |
| 府中市議会市政会                                                   | 8      | 自由民主党                                | ◎横田実、松村祐樹、宮田よしひと、大室はじめ、秋山としゆき、増山あすか、佐藤新悟、比留間利蔵 | 1          | 12.5              |
| 府中市議会市民フォーラム（立憲民主党・都民ファーストの会・無所属） | 7      | 立憲民主党4・都民ファーストの会1・無所属2 | ◎前川浩子、渡辺しょう、おぎの雄太郎、秋田りゅういち、にしみや幸一、稲津憲護、手塚としひさ   | 1          | 14.29             |
| 公明府中                                                           | 5      | 公明党                                    | ◎福田千夏、坂本けんいち、髙津みどり、西村陸、奈良﨑久和                                     | 2          | 40                |
| 自由クラブ                                                         | 4      | 参政党1・無所属3                          | ◎杉村康之、山本真実、ゆうきりょう、そなえ邦彦                                               | 1          | 25                |
| 日本共産党府中市議団                                               | 2      | 日本共産党                                | ◎竹内祐子、からさわ地平                                                                     | 1          | 50                |
| 日本維新の会                                                       | 1      | 日本維新の会                              | えもとひろあき                                                                              | 0          | 0                 |
| 生活者ネットワーク                                                 | 1      | 府中・生活者ネットワーク                  | 奥村さち子                                                                                  | 1          | 100               |
| 無所属                                                             | 1      | 無所属                                    | 西のなおみ                                                                                  | 1          | 100               |
| れいわ野口なかおと仲間たち                                         | 1      | れいわ新選組                              | 野口なかお                                                                                  | 0          | 0                 |
| 計                                                                 | 30     |                                           |                                                                                             | 8          | 26.67             |

2023年6月1日現在

## 議員報酬等
| 役職   | 報酬            | 政務活動費     |
| ------ | --------------- | -------------- |
| 議長   | 月額 65万0000円 | 月額 4万5000円 |
| 副議長 | 月額 57万0000円 | 月額 4万5000円 |
| 議員   | 月額 55万0000円 | 月額 4万5000円 |

※別途、年2回期末手当あり

## 不祥事

### 官製談合事件

#### 関係者の逮捕
2020年6月2日、府中市発注の約1億円余の工事2件で最低制限価格の情報を漏洩する官製談合があったとして、警視庁は市都市整備部参事で元同部長のAを官製談合防止法違反容疑で逮捕、市役所本庁舎と第2庁舎、市議会庁舎などに家宅捜索が入った。
府中市議会議員の村木茂と臼井克寿も、業者に情報を伝えたとする公契約関係競売入札妨害容疑で逮捕された。また逮捕された2名の市議は、他の市幹部にも情報を執拗に要求したが断られていたことが判明した。工事を落札した土木工事業F社およびI社、市議からの情報漏洩を仲介した造園業T社の3社の社長も同容疑で逮捕された。
高野律雄市長は記者会見において、Aが市議や業者から金品を受け取った事実はないと聞いていると述べており、Aの処分については捜査と起訴、裁判での判決などをふまえて決定したいとしている。市長は「非常に残念で遺憾に思う。これを機に市政を立て直さないといけない」「責任は私にもある」と話し、市長と副市長の給料減額を検討していると述べた。また市議2名の逮捕については「議員活動の中で行政をゆがめることがあったのは極めて残念だ」と述べた。
村木は、2020年1月26日の市長選挙で高野市長の選挙対策本部長を務めていた。また臼井は市議会建設環境委員長を経て、2019年度は自由民主党市政会会長であった。

#### 事件の経緯
Aは都市整備部長だった2019年8月、東京オリンピックのロードレース会場となる「浅間町1丁目地内道路新設工事」と、多摩川沿いの公園「四谷さくら公園拡張整備工事（2期）」の指名競争入札にあたり、最低制限価格（税抜）は公園拡張工事が1億1,220万4,071円、道路新設工事が5,454万8,952円であるとの情報を村木と臼井に漏らし、村木はF社に、臼井はT社を通じてI社に、価格の情報を伝えたとされる。
2019年（令和元年）8月28日、公園整備工事の公募型指名競争入札が行われるが、落札価格と市の設けた最低制限価格の差が9円しかなかった。同年9月11日に行われた道路拡幅工事の入札では、落札価格と最低制限価格が1円単位まで「ぴったり」一致した。このため、不自然だとして市が内部調査を始めようとしたところ、同年9月20日にAが副市長に「材料費の高騰などで入札が不調に終わることが多く、今回は順調に進めたかった」と述べて不正行為を認めた。このため市は市は同年10月に警視庁に相談した。
Aは2020年（令和2年）3月末日付の退職願を提出したが、市は警視庁に相談していたことから退職願を保留し、翌2020年4月にAを都市整備部参事（部長職）に異動させていた。市長は記者会見で、Aについて「大人しい性格で、部下にも信頼されていた」と述べている。
なおI社は、2018年11月に実施された同じ公園の整備工事（1期）の指名競争入札でも、最低制限価格を470円上回る8,599万8,800円で落札していた。当時Aは都市整備部次長兼土木課長であった。

#### 市議会議長の対応
市当局が2019年10月に警察に相談しており、情報を漏洩したのは自由民主党市政会の同僚2名だったにもかかわらず、市議会議長の横田実（自由民主党市政会所属）は「逮捕の日まで官製談合の事実を知らなかった」と述べている。
2020年6月3日、府中市議会公式サイトに議長である横田の名義で「行政が適正に市政を運営しているか監視すべき議員が、このような不祥事を起こしたことは許されず、誠に残念」という謝罪文が掲載された。

#### その後
2020年8月5日、警視庁は入札に関する情報を漏らすようAらに働きかけた見返りに、落札した土木工事業F社から現金およそ100万円を受け取ったとして、あっせん収賄の容疑で村木を逮捕。また現金を村木に渡した贈賄の容疑で、F社社長を逮捕した。
同年11月10日、東京地裁立川支部は公契約関係競売入札妨害罪で臼井に懲役1年6月、執行猶予3年の判決を言い渡した。また12月4日にはあっせん収賄罪などで村木に懲役2年6月、執行猶予5年、追徴金100万円の判決を言い渡した。